# 勝山町 (岡山県)
勝山町（かつやまちょう）は、かつて岡山県の北部、真庭郡（旧・真島郡）に位置した町である。近隣町村との合併により真庭市となった。旧町役場には市役所本庁が置かれたが後に久世へ移転し、真庭市役所勝山支局（現在は真庭市役所勝山振興局。2017年に勝山文化センターへ移転）を経て真庭市立中央図書館となった。

## 地理
岡山県の北部に位置し、面積の約85％を山林が占めており古くから林業が盛んに行われ、西日本有数の木材産地となっている。
- 河川 ： 旭川

## 歴史

### 沿革
- 1889年（明治22年）6月1日 - 町村制施行により、真島郡高田村が単独施行して勝山村となる。
- 1896年（明治29年）2月26日 - 町制を施行して勝山町（初代）となる。
- 1900年（明治33年）4月1日 - 真島郡と大庭郡が合併して真庭郡となる。
- 1907年（明治40年）5月1日 - 真庭郡勝山町（初代）、川西村、一宮村、月田村が合併して勝山町（2代）となる。
- 1949年（昭和24年）4月1日 - 大字月田が分離して月田村となる。
- 1955年（昭和30年）4月1日 - 真庭郡勝山町（2代）、月田村、富原村が合併して勝山町（3代）となる。
- 2005年（平成17年）3月31日 - 真庭郡勝山町（3代）、湯原町、落合町、久世町、川上村、八束村、中和村、美甘村、上房郡北房町が合併して真庭市となる。同日勝山町廃止。

## 大字
現在は真庭市の大字として継承されている。
| 旧勝山村 |          |            |
| 勝山     | かつやま | 〒717-0013 |

| 旧川西村 |                |            |
| 荒田     | あらた         | 〒717-0026 |
| 後谷畝   | うしろだにうね | 〒717-0025 |
| 江川     | えがわ         | 〒717-0023 |
| 神代     | こうじろ       | 〒717-0027 |
| 三田     | さんでん       | 〒717-0022 |
| 福谷     | ふくたに       | 〒717-0021 |
| 本郷     | ほんごう       | 〒717-0007 |
| 旧一宮村 |                |            |
| 岡       | おか           | 〒717-0015 |
| 神庭     | かんば         | 〒717-0004 |
| 組       | くみ           | 〒717-0006 |
| 柴原     | しばら         | 〒717-0014 |
| 菅谷     | すがたに       | 〒717-0002 |
| 竹原     | たけばら       | 〒717-0003 |
| 星山     | ほしやま       | 〒717-0001 |
| 真賀     | まが           | 〒717-0017 |
| 正吉     | まさよし       | 〒717-0016 |
| 見尾     | みお           | 〒717-0011 |
| 山久世   | やまくせ       | 〒717-0012 |
| 横部     | よこべ         | 〒717-0005 |

| 旧月田村   |                |            |
| 月田       | つきだ         | 〒717-0024 |
| 旧富原村   |                |            |
| 岩井畝     | いわいうね     | 〒717-0745 |
| 岩井谷     | いわいだに     | 〒717-0744 |
| 後谷       | うしろだに     | 〒717-0742 |
| 上         | かみ           | 〒717-0746 |
| 古呂々尾中 | ころろびなか   | 〒717-0736 |
| 下岩       | しもいわ       | 〒717-0735 |
| 清谷       | せいたに       | 〒717-0737 |
| 高田山上   | たかたやまうえ | 〒717-0732 |
| 月田本     | つきだほん     | 〒717-0743 |
| 野         | の             | 〒717-0734 |
| 曲り       | まがり         | 〒717-0731 |
| 若代       | わかしろ       | 〒717-0741 |
| 若代畝     | わかしろうね   | 〒717-0733 |

## 地域

### 教育

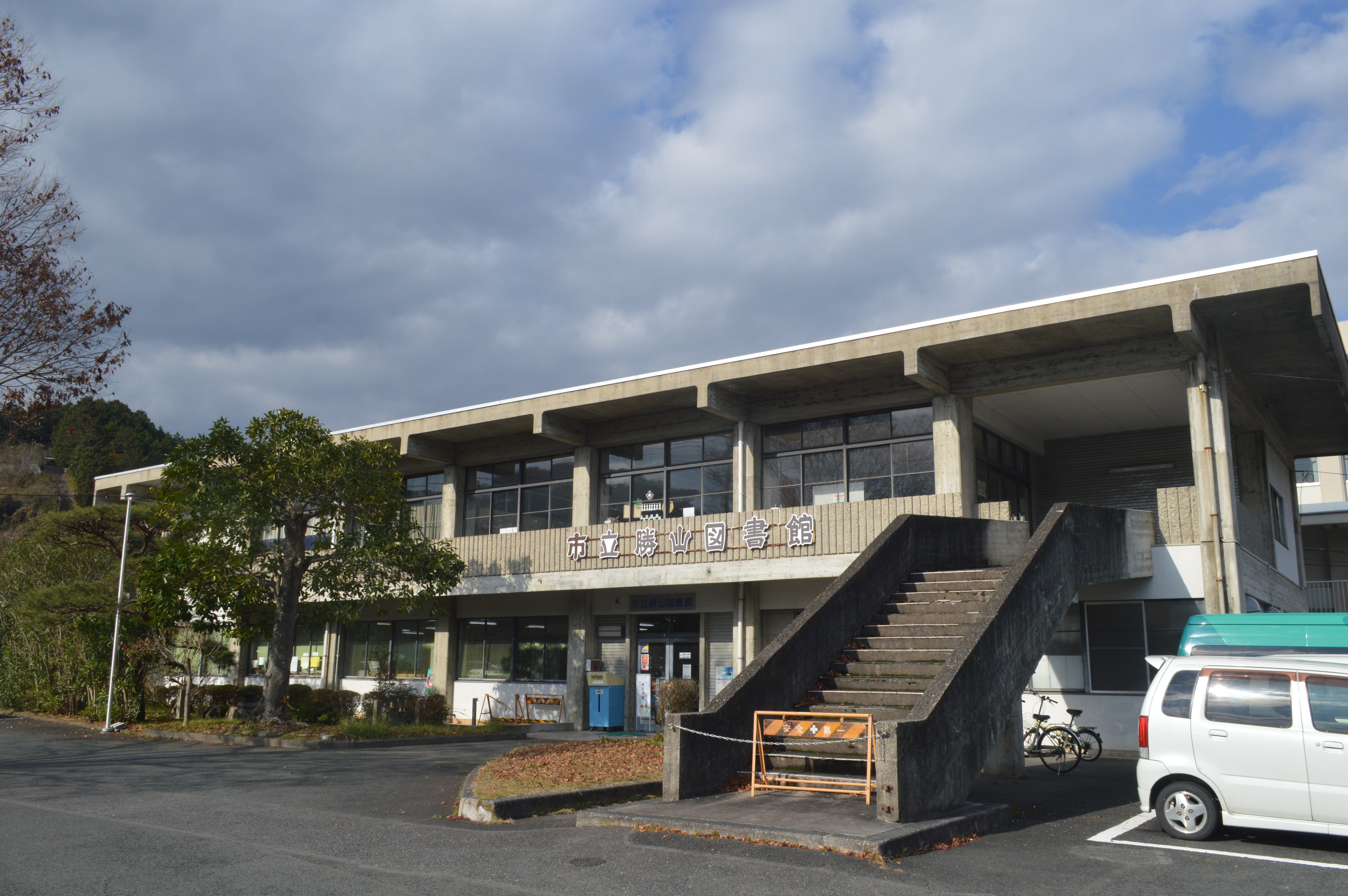
勝山町立図書館

#### 小学校
- 勝山町立勝山小学校
- 勝山町立勝山小学校星山分校（1996年3月31日に勝山小学校へ統合[1]）
- 勝山町立月田小学校
- 勝山町立富原小学校
- 勝山町立富山小学校（1999年3月31日に富原小学校へ統合[2]）

現在は上記各校とも真庭市立となっている。

#### 中学校
- 勝山町立勝山中学校

現在は真庭市立となっている。

#### 高等学校
- 岡山県立勝山高等学校

#### 図書館
- 勝山町立図書館

## 交通

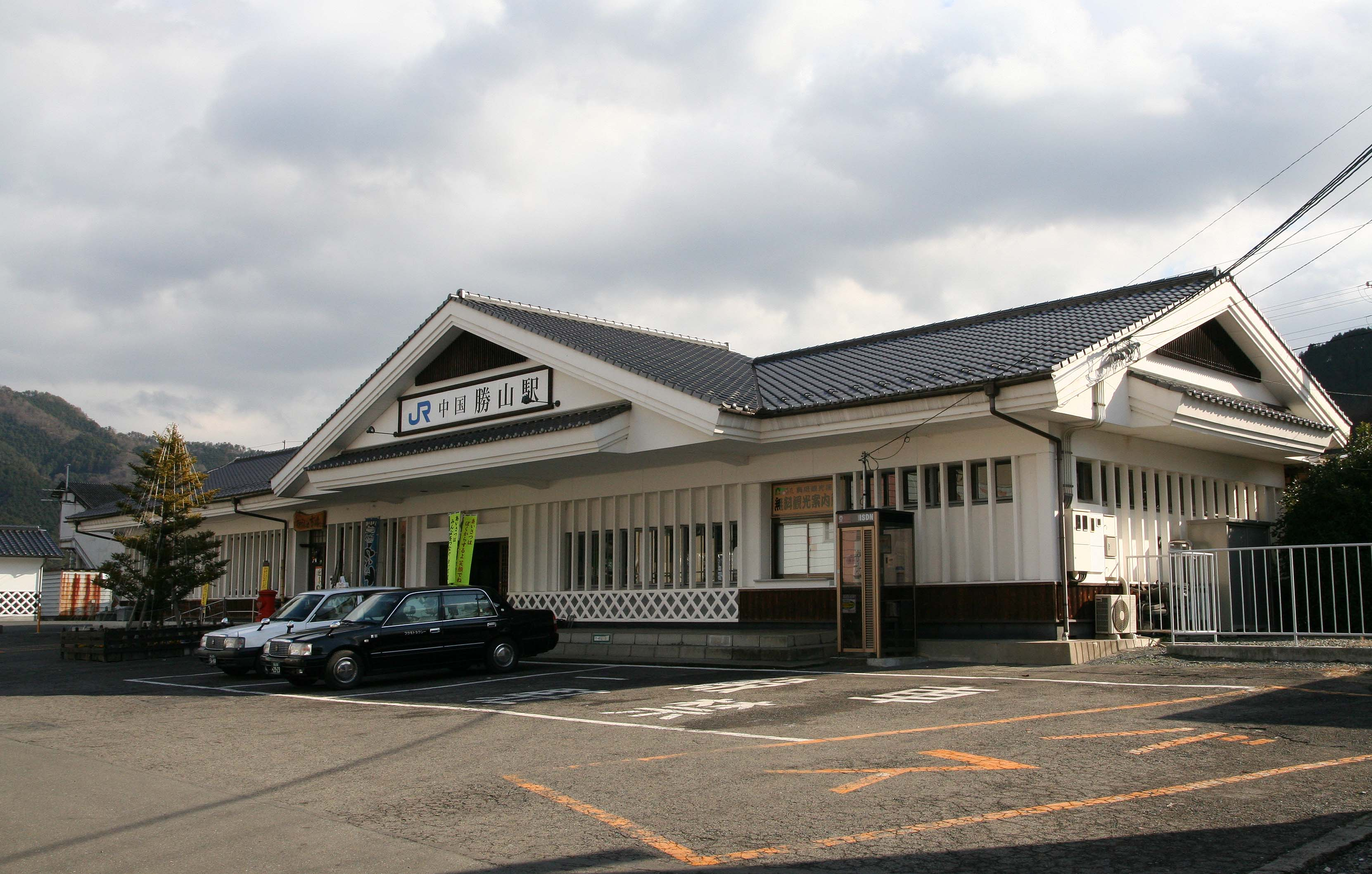
JR中国勝山駅

### 鉄道
- 西日本旅客鉄道（JR西日本）
  - 姫新線：中国勝山駅 - 月田駅 - 富原駅

### 道路
- 町内を走る高速道路 ： なし
- 町内を走る一般国道
  - 国道181号
  - 国道313号
- 町内を走る県道
  - 岡山県道32号新見勝山線
  - 岡山県道84号勝山栗原線
  - 岡山県道201号神庭滝線
  - 岡山県道311号阿口上線
  - 岡山県道320号若代方谷停車場線
  - 岡山県道321号神代勝山線
  - 岡山県道390号古見月田停車場線
  - 岡山県道459号若代神代線

## 名所・旧跡・観光スポット・祭事・催事
- 勝山まつり 喧嘩だんじり (岡山三大だんじり祭りの1つ10月19日-20日)
- 勝山城下町（武家屋敷）
- 神庭の滝
- 勝山木材ふれあい会館
- 勝山のお雛まつり[3]
- ふるさと勝山もみじまつり（よさこいソーラン）

## 勝山町出身の有名人
- 山根和夫（元プロ野球選手）
- 琴国晃将（元大相撲力士）
- ハロー植田 （お笑い芸人）